# Akysis bilustris
Akysis bilustris — вид риб роду Akysis з родини Akysidae ряду сомоподібні. Видова назва походить від латинського слова bilustris, тобто той, «який триває два люстра (10 років)», що пов'язано з тим, що екземпляри цих сомів знайшли у різниці 10 років.

## Опис
Загальна довжина сягає 2,57 см. Голова і тулуб широкі, якщо дивитися зверху. Очі помірного розміру, їх діаметр становить 14,0-17,5 % довжини голови. Є 4 пари довгих вусів. Тулуб короткий. Скелет складається з 30-31 хребця. Спинний плавець високий та широкий. Жировий плавець має довжину 14,3-18,3 % загальної довжини тіла. Грудні плавці довгі, досягають або перекривають черевні плавці. У самців генітальний сосочок більш опуклий, у самиць — плаский. У самців коротше черевні плавники і більш близько посаджені один до одного, ніж у самиць. Анальний плавець помірно великий, широкий. Хвостовий плавець подовжений з виїмкою.
Загальний фон світло-коричневий, голова темніше. У центрі тулуба є велика пляма, яке охоплює половину спинного плавця. Усі плавці поцятковано. В основі хвостового плавця присутня ромбоподібна пляма, яке з'єднується з самим плавцем широкою смугою.

## Спосіб життя
Є бентопелагічною рибою. Воліє до прісної води. Зустрічається в середніх і невеликих річках з помірною течією на піщаних ґрунтах. Тримається серед затонулого листя і гниючої рослинності. Косяки не утворює, але тримається групами. Не є територіальною рибою. Живе разом з Pseudobagarius inermis. Вдень заривається у ґрунт або лежить під затонулими великими листками. Активний в темний час доби. Живиться водними безхребетними.
Нерест груповий — 1 самиця і кілька самців. Ікру відкладають прямо на ґрунт, при цьому її розкидають. Інкубаційний період близько 4 діб.

## Розповсюдження
Мешкає в басейні річки Меконг (річка Кун) на території Лаосу.